# Hamadoun Touré
Hamadoun Touré (ur. 3 września 1953) – malijski inżynier i menadżer. 
Studiował w Związku Radzieckim, studia w dziedzinie elektrotechniki ukończył w Leningradzkim Instytucie Elektrotechnicznym, a stopień doktora uzyskał na Moskiewskim Uniwersytecie Technicznym Łączności i Informatyki.
Od 2007 do grudnia 2014 pełnił funkcję sekretarza generalnego Międzynarodowego Związku Telekomunikacyjnego.

## Odznaczenia i wyróżnienia
- Oficer Orderu Narodowego (Mali)[1]
- Kawaler Orderu Narodowego (Mali)[2]
- Wielki Oficer Orderu Narodowego Czadu[1]
- Kawaler Orderu Narodowego Komorów[1]
- Oficer Narodowego Orderu Wybrzeża Kości Słoniowej (WKS)[2]
- Oficer Orderu Narodowego Burkina Faso[1]
- Order Narodowy 27 czerwca 1977 (Dżibuti)[1]
- Honorowe obywatelstwo Grecji (Kostaryka, 2007)[2]
- Wielki Oficer Orderu Zasługi Duarte, Sáncheza y Mella (Dominikana, 2009)[2]
- Honorowe obywatelstwo Yamasy (Dominikana, 2009)[2]
- Honorowe obywatelstwo Quito (Ekwador)[1]
- Honorowe obywatelstwo Guadalajary (Meksyk)[1]
- Doktorat honoris causa Białoruskiego Uniwersytetu Państwowego (2009)[2]
- Doktorat honoris causa Rosyjsko-Armeńskiego Uniwersytetu w Erywaniu, 2010)[2]
- Doktorat honoris causa uniwersytetu w Kigali (Rwanda, 2010)[2]
- Doktorat honoris causa Politechniki Wrocławskiej (2010)[2]
- Członek Królewskiej Szwedzkiej Akademii Nauk Inżynieryjnych (Szwecja, 2010)[2]